# اس‌ام‌پلیر
اس ام پلیر (به انگلیسی: SMPlayer) نرم‌افزار آزاد و متن‌باز و یک پلیر چندرسانه‌ای و چندسکویی است.

## امکانات
- بخاطر سپردن تنظیمات هر فایل
- اکوالایزر (صوت) و فیلترهای صوتی و تصویری
- بازنواخت سریع
- لیست های پخش
- تنظیم زیرنویس
- رادیو
- تلویزیون
- مرورگر یوتیوب
- پوسته‌ها
- پشتیبانی از بیش از ۳۰ زبان